# Cal Ximet
Cal Ximet, també conegut com la Casa d'Àngel Guimerà, és un edifici del Vendrell situat al carrer de Santa Anna número 8, declarat bé cultural d'interès nacional.

## Descripció
L'edifici conté una làpida commemorativa que data del 1927, a la façana principal. La casa consta de tres plantes: els baixos tenen dues portes d'arc rebaixat, el pis principal dos balcons, i les golfes presenten dues finestres quadrangulars. A l'interior ressalta en la mateixa entrada un arc escarser que, fet de pedra, correspon a l'antic celler de la casa, i per unes escales es puja al pis de dalt on es troba el museu dedicat a l'escriptor.

## Història

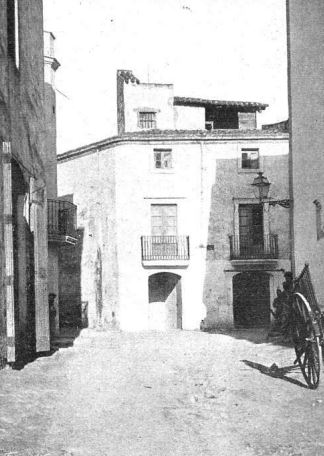
Cal Ximet a principis del segle XX

Es tracta de la casa familiar d'Àngel Guimerà, que el 1974 va ser inaugurada com a museu. En el seu interior es poden observar mobles de l'època -des de la fi del segle xviii-, així com documents, fotografies i altres records personals del qui fou un gran, i també el vestuari que va utilitzar l'actor Enric Borràs en la seva caracterització de Manelic. Àngel Guimerà (1845-1924), tot i que nasqué a Santa Cruz de Tenerife, visqué al Vendrell des de petit, on la seva família tenia la casa pairal des del 1778. Passà la seva adolescència al Vendrell, fins que es traslladà a Barcelona a estudiar.